# Iga (Mie)
Iga (伊賀市; Iga-ši) je město v prefektuře Mie v Japonsku.
Iga se stala městem (ši) 1. listopadu 2004 díky sloučení měst Ueno, Iga, Ajama, Šimagahara a vesnice Ójamada (které patřily do okresu Ajama) a města Aojama (které patřilo do okresu Naga). Dřívější města, vesnice a okresy byly zrušeny ke dni sloučení.
Iga má 89 537 obyvatel (k 1. říjnu 2016) a rozlohu 558,23 km² (průměrná hustota obyvatel je 160/km²). Starostou města je od roku 2016 Sakae Okamoto (岡本栄, *1951).
Před sloučením neslo jméno Iga menší město (mači), které dnes leží uvnitř nového (většího) města (ši). Kdysi to bylo i jméno provincie rozkládající se kolem dnešního města.
Iga byla místem narození slavného básníka Macuo Bašó a domovem nindži Hattori Hanzó. Jednou z turistických atrakcí města je muzeum nindžů.

## Rodáci
- Juka Mijazakiová (* 1983) – fotbalistka